# Steve Witkoff
Steven Charles Witkoff (ur. 15 marca 1957 w Nowym Jorku) – amerykański miliarder, inwestor, deweloper nieruchomości, prawnik i filantrop. Od 20 stycznia 2025 r. pełni rolę Specjalnego Wysłannika Stanów Zjednoczonych na Bliski Wschód. 

## Życiorys

### Wczesne życie i kariera
Urodził się na nowojorskim Bronksie, dorastał na Long Island. Jego ojciec produkował damskie płaszcze i miał zaszczepić w swoim synu żyłkę do biznesu. Jest żydowskiego pochodzenia. Jego pierwszą pracą było sprzedawanie lodów. Ukończył studia prawnicze na Uniwersytecie Hofstra. Po ukończeniu studiów podjął pracę w przedsiębiorstwie Dreyer&Traub z branży nieruchomości. W 1985 r. wraz ze znajomym prawnikiem Larrym Gluckiem rozpoczął inwestowanie w nieruchomości. Jego kariera nabrała tempa na przełomie lat 80. i 90. XX w., po serii inwestycji w tanie nowojorskie nieruchomości biurowe. 
Jest założycielem i prezesem Witkoff Group.
Witkoff zasiadał w Komitecie Wykonawczym Zarządu Nieruchomości w Nowym Jorku, jako powiernik Fundacji Intrepid oraz w Radzie Powierniczej Uniwersytetu Hofstra (od 2015 r.).

### Służba publiczna
Był wieloletnim darczyńcą Partii Republikańskiej.
Podczas pierwszej prezydentury Donalda Trumpa w 2020 r. Witkoff był członkiem grup branżowych Great American Economic Revival Industry Groups, które powstały w celu zwalczania skutków gospodarczych pandemii COVID-19 w Stanach Zjednoczonych.

#### Służba dyplomatyczna
W listopadzie 2024 r. ówczesny prezydent-elekt Donald Trump ogłosił, że mianuje Witkoffa Specjalnym Wysłannikiem Stanów Zjednoczonych na Bliski Wschód. Zanim Witkoff objął urząd, odegrał kluczową rolę w negocjacjach w sprawie zawieszenia broni i wymiany zakładników między Izraelem a Hamasem w styczniu 2025 r.
29 stycznia 2025 r. Witkoff przybył do Izraela i dokonał rzadkiego wjazdu do Strefy Gazy jako urzędnik amerykański, aby osobiście nadzorować zawieszenie broni między Izraelem a Hamasem.
W lutym 2025 r. podróżował do Moskwy, w której spotkał się z rosyjskim prezydentem Władimirem Putinem. Wraz z Witkoffem wrócił do USA amerykański nauczyciel, który w Rosji został skazany na 14 lat więzienia za posiadanie medycznej marihuany. 18 lutego 2025 r. w Rijadzie Witkoff brał udział razem z Markiem Rubio i Michaelem Walzem w rozmowach z rosyjską delegacją (na czele której stał Siergiej Ławrow) w ramach negocjacji pokojowych w sprawie wojny w Ukrainie.

## Życie osobiste
W 1987 roku poślubił prawniczkę Lauren Jill Rappoport.
W 2019 roku Witkoff przeprowadził się z Nowego Jorku na Florydę i osiedlił się w Miami Beach.
Mieli trzech synów. W 2011 roku ich 22-letni syn Andrew zmarł na skutek przedawkowania OxyContinu w zamkniętym obecnie ośrodku wsparcia w abstynencji Sunset Plaza Drive w Kalifornii. Inny syn, Zach, jest współzałożycielem World Liberty Financial, firmy zajmującej się kryptowalutami, a trzeci z rodzeństwa, Alexander, jest współdyrektorem generalnym Witkoff Group.
Od lat 80. XX wieku przyjaźni się z Donaldem Trumpem. We wrześniu 2024 r. Witkoff grał z nim w golfa, gdy odbyła się próba zamachu na Trumpa.